# Phytoecia basilewskyi
Phytoecia basilewskyi là một loài bọ cánh cứng trong họ Cerambycidae.